# Brolin Mawejje
Brolin Mawejje (* 7. Juni 1992 in Kampala, Uganda) ist ein ehemaliger US-amerikanisch-ugandischer Snowboarder. 

## Biographie
Mawejje wuchs bis zu seinem 12. Lebensjahr in Kampala auf, bevor als Flüchtling in die USA kam, zuerst nach Boston, später nach Jackson Hole. Dort kam er erstmals mit dem Snowboardsport in Berührung.
Er feierte sein internationales Wettkampfdebüt bei der Winter-Universiade 2013, wo er den 12. Platz im Slopestyle belegte, damals noch für den US-amerikanischen Skiverband.
Mit Beginn der Saison 2015/16 startete Mawejje schließlich für sein Geburtsland Uganda. Seinen ersten Wettkampf für Uganda bestritt er am 4. März 2016 im Winter Park Resort. 2017 war für den Wettkampf im Slopestyle bei der Winter-Universiade in Almaty gemeldet, trat jedoch aus nicht näher bekannten Gründen nicht an.
2019 nahm Mawejje als erster ugandischer Snowboarder an Weltmeisterschaften teil. Bei den Wettkämpfen in Park City belegte er den 50. Platz im Slopestyle.
Seinen letzten internationalen Wettkampf bestritt Mawejje am 7. August 2019 in Perisher, danach ist er nicht mehr als Snowboarder in Erscheinung getreten. Zuvor hatten Ärzte bei ihm eine Herzrhythmusstörung diagnostiziert.

## Erfolge

### Weltmeisterschaften
- Park City 2019: 50. Slopestyle

### South American Cup
- 2 Platzierungen unter den besten 10

### Australian New Zealand Cup
- 2 Platzierungen unter den besten 10

### Europacup
- Eine Platzierung unter den besten 30

### Universiade
- Trentino 2013: 12. Slopestyle
- Almaty 2017: DNS Slopestyle